# Currency One
Currency One – polska firma z branży e-commerce, operator serwisów Walutomat.pl oraz InternetowyKantor.pl.
Firma Currency One działa w branży finansowej, m.in. na rynkach walutowych. W roku 2013 doszło do zespolenia dwóch serwisów finansowych (dwa z trzech największych w Polsce w tamtym roku): Walutomat.pl oraz InternetowyKantor.pl, których zarządzaniem zajęła się firma Currency One. W tym samym roku obrót firmy wyniósł 8,2 mld zł, w roku 2014 wyniósł 10,4 mld zł, a w roku 2015 wyniósł 13 mld zł. Od lipca 2015 roku firma działa z licencją na świadczenie usług finansowych, otrzymaną od Komisji Nadzoru Finansowego. W roku 2015 firma obsługiwała 370 000 klientów w Polsce i Czechach. W kwietniu 2016 roku firma obsługiwała 400 000 klientów, a w lutym 2017 roku obsługiwała 450 000 klientów. Pod koniec 2018 roku w serwisach firmy Currency One zarejestrowało się pół miliona użytkowników. W 2022 roku jest już ich 900 000.

## InternetowyKantor.pl
Serwis internetowy zajmujący się wymianą walut, uznawany za pierwszy tego typu kantor online w Polsce, działający od kwietnia 2010 roku.

### Historia
Serwis InternetowyKantor.pl powstał w kwietniu 2010 roku i na początku swojej działalności oferował wymianę jedynie franka szwajcarskiego, przez co oferta portalu skierowana była głównie do tzw. frankowiczów, posiadających kredyty hipoteczne w tej walucie. Główną cechą, istotną dla osób korzystających z usług portalu, była możliwość zaoszczędzenia na zakupie franka szwajcarskiego od 1 proc. do 6 proc. kwoty kredytu w ciągu całego okresu spłaty w stosunku do ofert banków. Duże znaczenie w tym przypadku miała tzw. ustawa antyspreadowa, która weszła w życie 26 sierpnia 2011 roku. 4 marca 2011 serwis zdobył I miejsce w konkursie „i-Wielkopolska. Innowacyjni dla Wielkopolski.” w kategorii Mikro Przyszłości, przyznawanej najbardziej innowacyjnym młodym przedsiębiorstwom w Wielkopolsce. W tym samym roku serwis oferował wymianę kolejnych walut, w tym m.in. euro, którego obrót wyraźnie rósł, zwiększając się czterokrotnie z sierpnia na wrzesień tego roku.
W grudniu 2012 roku InternetowyKantor.pl zmienił formę działalności z dotychczasowej na Spółkę Akcyjną.
W 2013 roku obroty portalu InternetowyKantor.pl wyniosły 3,2 mld zł. W lipcu tego roku portal osiągnął poziom 100 000 klientów, został także członkiem założycielem Izby e-Commerce Polska. We wrześniu doszło do połączenia serwisu InternetowyKantor.pl z Walutomat.pl, które od tego czasu kontrolowały łącznie 50% rynku wymiany walut. W tym samym miesiącu portale te osiągnęły łączny obrót miesięczny na poziomie 700 mln zł.
21 lipca 2015 roku spółka Currency One, będąca operatorem portalu, otrzymała licencję Komisji Nadzoru Finansowego na świadczenie usług płatniczych. W listopadzie 2015 roku serwis obsługiwał już 200 000 klientów.
W marcu 2016 roku, spółka Currency One osiągnęła liczbę 400 000 obsługiwanych klientów. W grudniu 2017 z usług serwisów prowadzonych przez Currency One skorzystał półmilionowy klient.

### Zakres usług
Obecnie serwis jest sprzężony z systemami 11 banków i przyjmuje przelewy z 58 krajów, w tym bezpośrednio z Wielkiej Brytanii, Irlandii, Niemiec i Szwajcarii. InternetowyKantor.pl obsługuje 20 walut.
W 2017 roku InternetowyKantor.pl wprowadził usługę pozwalającą na jednoczesną wymianę środków i ich wysyłkę do dowolnie wybranej osoby, także poza granice Polski, bez potrzeby zakładania konta walutowego.

### Nagrody i wyróżnienia
W 2022 roku kantor uzyskał miliard pozytywnych opinii w serwisie Opineo.pl.
Serwis internetowykantor.pl jest zdobywcą wielu różnych nagród i wyróżnień biznesowych. Wśród najważniejszych można wymienić:
- Złoty Laur Konsumenta 2022
- Quality International 2021
- Konsumencki Lider Jakości 2021
- Srebrny Laur Konsumenta i Top Marka 2020
- Gwiazda Jakości Obsługi i Gwiazda Jakości Dekady 2020
- Złoty Fintech dla najlepszego kantoru internetowego w plebiscycie Złoty Bankier 2018 portalu Bankier.pl;
- Złoty Bankier w kategorii Bezpieczeństwo – najlepsze praktyki w plebiscycie Złoty Bankier 2018;
- wyróżnienia za Najlepszą Obsługę Klienta przyznane przez Polską Izby eCommerce;
- nagroda E-Gazela Biznesu 2015;
- III miejsce w konkursie Ekomersy 2015;
- Skrzydła Biznesu 2014 od Dziennika Gazety Prawnej;
- European Business Awards 2013 EY;
- zwycięzca Rankingu Najlepszych Kantorów Internetowych 2013 Gazety Finansowej;
- krajowy zwycięzca konkursu European Business Awards 2013/2014;
- Złoty laureat plebiscytu Laur Klienta 2013, I miejsce w kategorii Kantory online.

## Walutomat.pl
To polski społecznościowy system wymiany walut pomiędzy użytkownikami internetu, z pominięciem pośrednictwa banków i tradycyjnych kantorów. Założycielem portalu był Tomasz Dudziak, współtworzący wcześniej platformę handlową Allegro.pl.

### Historia
Serwis Walutomat.pl powstał w listopadzie 2009 roku. Jednym z głównych założeń portalu była oszczędność dla użytkownika na poziomie 2-3 procent wartości każdej transakcji poprzez ominięcie pośrednictwa banków oraz kantorów w celu uniknięcia tzw. spreadu. Po trzech miesiącach działalności serwis posiadał 3 tys. użytkowników.
W maju 2010 roku osiągnął obrót wymienionych walut na poziomie 30 mln zł. Do lutego 2012 roku za pośrednictwem Walutomat.pl użytkownicy oszczędzili na wymianie walut ok. 50 mln zł. W 2013 roku serwis osiągnął poziom 75 tysięcy użytkowników, którzy dokonywali transakcji każdego dnia o wartości ok. 20 mln zł, a także osiągając sumaryczną wartość wszystkich transakcji od początku istnienia serwisu na poziomie 7 mld zł. We wrześniu 2013 roku doszło do połączenia spółek zarządzających serwisami: Walutomat.pl oraz internetowykantor.pl z udziałem 50% rynku internetowej wymiany walut w Polsce, którego wartość w tym samym roku szacowano na 20 mld zł.
Walutomat.pl w sierpniu 2014 roku dokonał rebrandingu wspartego kampanią online nawiązującą do popularnych tzw. memów. Na koniec roku portal osiągnął poziom 132 tys. klientów, którzy dokonali transakcji o łącznej wartości na sumę 6,2 mld zł.
W 2015 roku serwis osiągnął poziom 170 000 obsługiwanych klientów, którzy za jego pośrednictwem zaoszczędzili 750 mln zł w porównaniu do kursów bankowych (średnio: 140 zł na każdej transakcji). Największa dokonana transakcja za pośrednictwem Walutomat.pl wyniosła 12,5 mln zł, natomiast średnia wartość transakcji to ponad 4400 zł. W sierpniu 2016 roku serwis Walutomat.pl osiągnął liczbę 200 000 klientów, a dwa lata później – 275 000 klientów.
W 2022 roku (marzec) serwis ma 480 000 użytkowników i ponad 95 miliardów złotych obrotu.

### Sposób funkcjonowania
Główną cechą serwisu Walutomat.pl jest działanie społecznościowe, mające na celu ominięcie pośrednictwa instytucji finansowych takich jak kantor, czy bank oraz uniknięcie związanych z tym pośrednictwem wysokich kosztów. Serwis pobiera od każdej transakcji 0,2% prowizji. W tym celu platforma, działająca 24/7, daje każdemu użytkownikowi możliwość indywidualnego ustalenia po jakim kursie chce wymienić waluty. Działanie to pozwala na zakup walut w cenach niższych, niż ma to miejsce za pośrednictwem banku, np. franka szwajcarskiego w cenie o 20 gr niższej. Stało się to przyczyną, dla której z serwisu Walutomat.pl korzystają kredytobiorcy, w tym tzw. frankowicze.
Serwis działa w oparciu o trójstopniowy system weryfikacji i zabezpieczeń transakcji: weryfikację tożsamości klienta, konieczność zabezpieczenia środków przed złożeniem zlecenia wymiany, SMS-owe zabezpieczenie rozliczeń.

### Inne funkcjonalności
- Pierwsze w Polsce wprowadzenie szybkich przelewów Pay by link do kantoru internetowego[26].
- Przelewy zagraniczne do i z ponad 40 krajów świata.
- Pierwsza polska firma, która dołączyła do systemu błyskawicznych przelewów w euro – SEPA INSTANT[27].
- W 2020 roku integracja ze światową siecią RIPPLE[28].

### Nominacje i nagrody
Serwis Walutomat.pl był nominowany do różnych nagród biznesowych, w tym do nagród z zakresu e-commerce. Wśród wyróżnień można znaleźć m.in.:
- Najlepszy Kantor Online Roku 2018 i 2020 Invest Cuffs[29],
- Quality International 2021,
- Srebrne Godło Konsumencki Lider Jakości 2021[30],
- Portfel WPROST 2019[31],
- wyróżnienie e-Commerce Polska Awards 2016 za design roku w kategorii średnie i duże sklepy przyznane przez Izbę Gospodarki Elektronicznej[32],
- 3. miejsce w rankingu Forbes pod względem szybkości przelewów (IV 2018)[33],
- 3. miejsce w konkursie Złoty Bankier 2018 w kategorii Internetowe kantory i platformy walutowe[34],
- nominacja do nagrody Aulery (przyznawanej przez Fundację Aula Polska) w latach: 2011[35] i 2014[36].